# 武则天 (郭沫若话剧)

北京人民艺术剧院公演剧照

《武则天》是郭沫若在中华人民共和国成立后创作的一部重要历史题材话剧。1962年6月29日由北京人民艺术剧院在首都剧场公演，该剧重新评价了武则天，促进了学术界的争鸣，在当时引起了重要反响。

## 创作背景
当代学者认为，郭沫若于1959年7月在洛阳参观武则天捐资修造的大奉先寺石窟，引发了他的创作念头。1960年1月10日，便完成了五幕历史剧《武则天》的初稿。本剧以公元679年至684年唐朝重大历史事件为背景，围绕徐敬业的叛乱和武则天平叛展开故事情节。除武则天外，主要人物有唐高宗、太子李贤、上官婉儿、骆宾王、裴炎、赵道生、明崇俨、骞味道等历史人物，还虚构了郑十三娘、江七等人物。本剧原为五幕，后将最后两幕合并，最终为四幕历史剧。

## 剧情概述
唐高宗多病，几个儿子又不成器，朝政便交给武则天来管理。为了天下长治久安，武则天实行减赋税、轻徭役、劝农桑和用人唯才、广开言路等一系列措施。二十年间，她大大削弱了企图恢复割据局面的豪门世族的势力，促进了社会经济的发展，并培养了大批人才。黄门侍郎（后为中书令）裴炎，蓄意篡位，利用太子李贤、眉州刺史徐敬业和长安主簿诗人骆宾王，发动叛乱。武则天“以道德化天下”，终于感动了仇恨她的上官婉儿、郑十三娘。粉碎了不顾百姓死活的裴炎等人的阴谋，宽赦了骆宾王，为开元盛世奠定下巩固的基础。

## 主创
- 编剧：郭沫若
- 导演：焦菊隐、梅阡
- 作曲：樊步义
- 设计：辛纯、韩西宇、方堃林
- 主要演员：朱琳、谢延宁、郭莘华、郑榕、童超、赵韫如、林东升
- 首演时间：1962年6月29日
- 首演地点：首都剧场[1]

## 反响
- 1963年4月29日，周恩来、郭沫若观看了《武则天》的百场演出，并与全体演职人员合影留念。
- 1963年7月13日，中国戏剧家协会召开座谈会，普遍认为“为武则天翻案是有意义的。历史上也曾有为她翻过案的，但不及今天翻的有力。”有的盛赞郭沫若笔下的上官婉儿，有的赞扬舞台美术的新颖和独创。但同时也对本剧用武则天杀裴炎来为武则天翻案是否有力展开了争论。
- 历史学家吴晗高度评价本剧：“《武则天》这个历史剧中的人物都是实有其人的，所涉及各个人的故事也是有文献依据的，沫若同志尽可能忠实于历史，做到无一字无来历，无一字无出处，无一事无出处。通过艺术手法，把武则天这个历史上的伟大政治家的形象更加强化、集中，和现代人见面了。”
- 吴晗的夫人、历史学家袁震不同意郭沫若的观点，在《光明日报》上刊文指出：“我认为裴炎没有篡位的野心，史书也找不到他篡位的证据。李贤并不是被丘神勣逼死的，他是在感到沉重压力下自杀的。”对于袁震的批评，郭沫若表示感谢，但他强调李贤之死可能是裴炎的阴谋。[2]

## 作者自评
关于该剧的创作原则，郭沫若说：“我是想把科学和艺术在一定程度上结合起来，想把历史的真实和艺术的真实结合起来。说的更明显一点，那就是史剧创作要以艺术为主、科学为辅；史学研究要以科学为主、艺术为辅。”